# Wanda Gattino

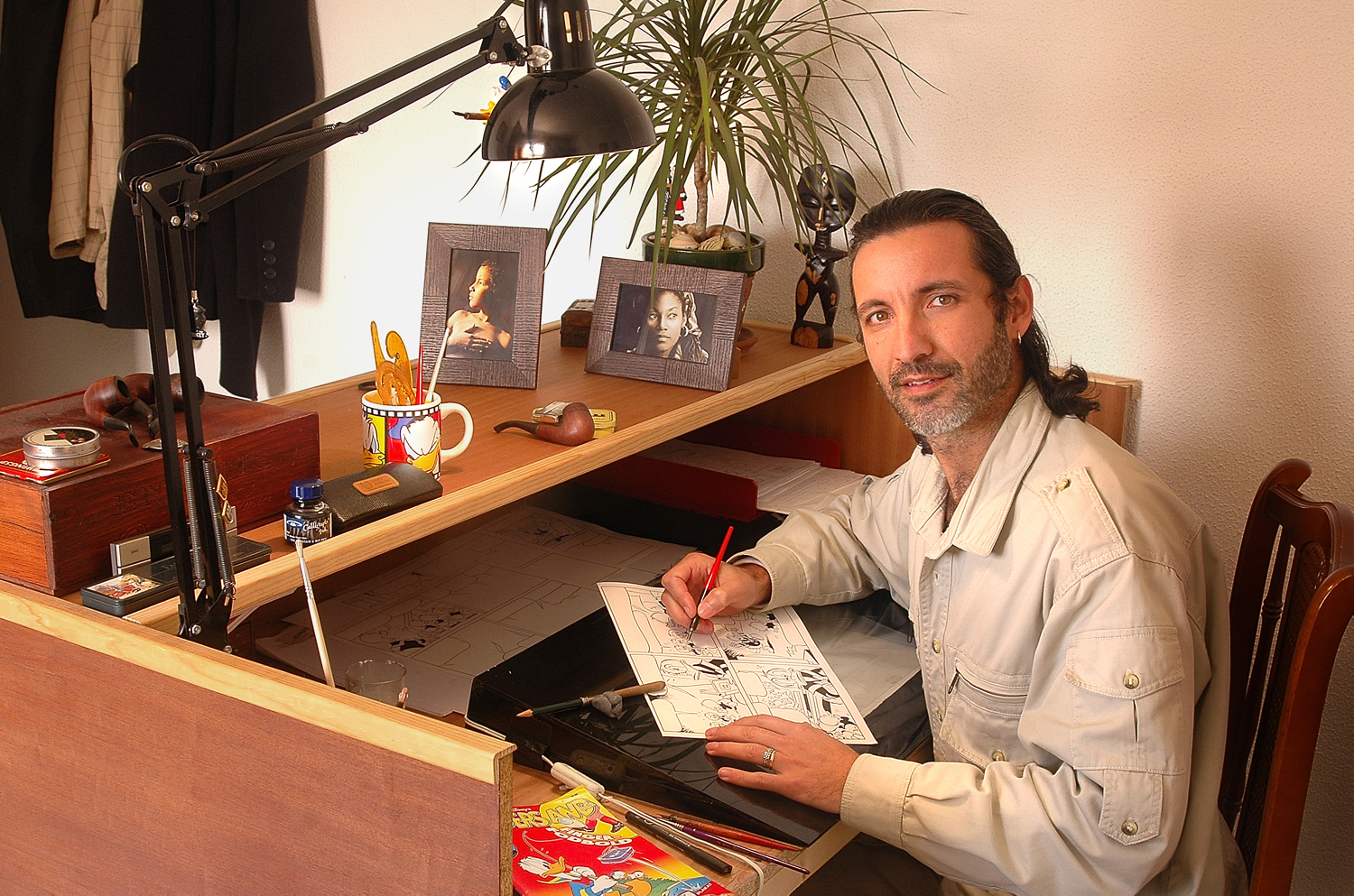
Wanda Gattino (2006)

Fabián Wanda Gattino (* 9. November 1969 in La Falda), besser bekannt als Wanda Gattino, ist seit 1991 ein argentinischer Disney-Comiczeichner und ehemaliger Schüler von Daniel Branca.
Erste professionelle Comicarbeiten fertigte Wanda Gattino 1990 für das argentinische Studio von Jaime Diaz an. Dort arbeitete er sowohl mit Disney- als auch Warner Bros.-Charakteren und Figuren aus dem Trickfilmstudio Hanna-Barbera. 1994 kehrte Gattino dem Studio den Rücken, um fortan direkt für Egmont in Dänemark zu arbeiten, was er bis heute tut. Geprägt ist sein Stil von seinem Landsmann Daniel Branca, zu dessen bekanntesten Schülern er neben José Massaroli gehörte. Wie auch die Geschichten von Branca, erscheinen die Comics von Wanda Gattino in Deutschland vor allem im Micky Maus Magazin, aber auch in verschiedenen Ausgaben des Donald Duck Sonderhefts.
Seit dem Jahr 2002 lebt er in Spanien.